# Charné Griesel
Charné Griesel (20 de julio de 2000) es una deportista sudafricana que compite en judo.
Ganó una medalla de bronce en los Juegos Panafricanos de 2023 y cuatro medallas de bronce en el Campeonato Africano de Judo entre los años 2020 y 2023.

## Palmarés internacional
| Juegos Panafricanos | Juegos Panafricanos       | Juegos Panafricanos | Juegos Panafricanos |
| Año                 | Lugar                     | Medalla             | Categoría           |
| ------------------- | ------------------------- | ------------------- | ------------------- |
| 2023                | Acra (Ghana)              | Medalla de bronce   | –52 kg              |
| Campeonato Africano |                           |                     |                     |
| Año                 | Lugar                     | Medalla             | Categoría           |
| 2020                | Antananarivo (Madagascar) | Medalla de bronce   | –52 kg              |
| 2021                | Dakar (Senegal)           | Medalla de bronce   | –52 kg              |
| 2022                | Orán (Argelia)            | Medalla de bronce   | –52 kg              |
| 2023                | Casablanca (Marruecos)    | Medalla de bronce   | –52 kg              |